# 敖汉旗
敖汉旗是内蒙古自治区赤峰市下辖的一个旗。面积8294平方公里，旗人民政府驻新惠镇。
敖汉地处努鲁尔虎山脉北麓，科尔沁沙地南缘，背靠赤峰市区，东临通辽市奈曼旗，西与辽宁省建平县接壤，敖汉旗南与辽宁省北票市、朝阳市相连，北与赤峰市区、翁牛特旗隔老哈河相望，东南与辽宁省朝阳市接壤。
敖汉是全国闻名的文物大旗，境内分布着不同时期的古代遗址4000多处。在敖汉旗境内发现了欧亚大陆已知最早的小米。敖汉旱作农业系统经联合国粮食及农业组织确定为全球重要农业文化遗产。

## 历史
早在史前，敖汉旗境内就有古人类活动，考古学发现辖境有小河西、兴隆洼、赵宝沟、红山、小河沿、夏家店下层、夏家店上层等七种文化，其中小河西文化、兴隆洼文化、赵宝沟文化、小河沿文化四种文化首次发现于敖汉旗并以旗内地名命名。从春秋战国时代到蒙古兴起，塞外各部族长期占据该地。
元代属东道诸王封地，明初属兀良哈三卫，後被蒙古达延汗等征服，随后蒙古各部再次陷入分裂状态。成吉思汗的十九世孙岱青杜棱所辖部落最初属蒙古察哈尔八部之一，因不堪末代蒙古大汗林丹汗的虐政，偕其弟额森伟征出离察哈尔部，游牧至老哈河中游，分占了原内喀尔喀所据的老哈河南北两岸之地带。额森伟征那颜居地之东北，号其所部为奈曼，岱青杜棱居西南，因其是贝玛土谢图的长子，号其所部为「敖汉」。“敖汉”在蒙古语里的意思为“长子”，即最年长的儿子。“敖汉”也曾经写作汉字“敖汗”。不過也有其它說法，《建平县志》稱“敖汗”为“大王”之意（也就是大汗的意思）。明末，敖汉部与新崛起的后金结盟，曾参与努尔哈赤与明朝之间的战争。
清崇德元年（1636年），当时敖汉部有55佐领，编為一扎萨克旗，属昭乌达盟。康熙四十三年（1704年），敖汉开始实行蒙汉分治，境内汉人归八沟厅（今平泉市）辖，乾隆四十三年（1778年）归建昌县辖，光绪二十九年（1903年）归建平县辖。宣统三年（1911年），清廷將敖汉旗分置为「敖汉左翼旗」、「敖汉右翼旗」，二旗以老哈河为界。民國十一年（1922年），北洋政府將敖汉左翼旗两分，南边的旗叫“敖汉南旗”。满洲国康德四年（1937年）1月1日，又将三旗重新合并，并于同年在旗境内置新惠县，与敖汉旗并存。1940年重新併入敖漢旗。
1945年9月起属解放区，中共在敖汉旗辖地重新建立新惠县，翌年增置新东县。此时新惠、新东两县与敖汉旗并存，均属热辽地委所辖。1948年3月新惠县、新东县合并为新惠县，同年6月，敖汉旗、新惠县合并为敖汉旗新惠县联合政府。1949年3月，取消旗县联合形式，复称敖汉旗，属热河省辖。1956年1月，敖汉旗划归内蒙古自治区，属昭乌达盟。1969-1978年，随昭乌达盟归辽宁省管辖。1983年随着撤盟改市，归属赤峰市。

## 行政区划
敖汉旗下辖11个镇、4个乡、1个苏木：
新惠镇、四家子镇、长胜镇、贝子府镇、四道湾子镇、下洼镇、金厂沟梁镇、兴隆洼镇、黄羊洼镇、古鲁板蒿镇、牛古吐镇、木头营子乡、丰收乡、玛尼罕乡、萨力巴乡、敖润苏莫苏木、敖汉旗工业园区、敖汉旗人民政府新州街道和敖汉旗惠州街道。

## 人口
根據第七次人口普查數據，截至2020年11月1日零時，敖漢旗常住人口為448712人。
民族
截至2020年末，敖汉旗总人口中，汉族550576人、蒙古族36854人、回族1992人、满族7760人、朝鲜族53人、达斡尔族30人、鄂温克族9人、鄂伦春族6人、壮族80人、侗族11人、锡伯族24人、苗族47人、土家族31人、彝族16人、其他人口111人

## 交通
- 京通铁路横贯东西。
- 赤通高速公路、赤朝高速公路穿境而过。
- 111国道、 305国道过境。

机场：玉龙机场
火车站：敖汉站/新窝铺站

## 气候
敖汉旗属中温带半干旱大陆性季风气候，冬季漫长而寒冷，空气干燥；春季干旱多风，气温回升快；夏季炎热，雨热同季；秋季气温下降快，昼夜温差大。年平均气温6.9℃，最冷月12月，平均气温-13.6℃；最热月7月，平均气温23.6℃；年降水量351.8毫米，年日照时数2971.6小时，无霜期138天。

## 经济
农牧业生产生机盎然。全旗耕地面积380万亩，粮食常年生产能力6亿公斤，全旗大小牲畜年存栏251万头只，年可产肉类15万吨、鲜蛋10万吨，是东北三省、京津唐地区农畜产品的主要供给基地。
工业经济突飞猛进。强力实施工业强旗战略，科学谋划矿产冶金、能源化工、农畜产品加工、加工制造四大产业，积极培育了电子、服装、机械等产业，已初步形成“一园六区”的基本格局，氟化工产业园区正在规划建设。全旗规模以上工业企业达到76家。
2022年，敖汉旗实现地区生产总值（GDP）177.3亿元，同比增长0.9%；固定资产投资完成41.8亿元，同比下降9.7%；一般公共预算收入4.66亿元，同比增长6%；城乡常住居民人均可支配收入分别达到35562元、16456元，同比增长5.8%、8.5%。